# Afganistán en los Juegos Olímpicos de Melbourne 1956
Afganistán estuvo representado en los Juegos Olímpicos de Melbourne 1956 por un total de 12 deportistas masculinos que compitieron en hockey sobre hierba.
El equipo olímpico afgano no obtuvo ninguna medalla en estos Juegos.